# اوشتروالد
اوشتروالد (به آلمانی: Osterwald) یک شهر در آلمان است که در گرافشافت بنتهایم واقع شده‌است. اوشتروالد ۱٬۱۷۱ نفر جمعیت دارد.